# Libellulosoma minuta
Libellulosoma minuta là một loài chuồn chuồn ngô thuộc họ Corduliidae. Nó là loài đặc hữu của Madagascar.